# Nechako Canyon
Nechako Canyon är en kanjon i Kanada.   Den ligger i provinsen British Columbia, i den centrala delen av landet, 3 600 km väster om huvudstaden Ottawa. Nechako Canyon ligger 878 meter över havet.
Terrängen runt Nechako Canyon är platt åt sydost, men åt nordväst är den kuperad. Trakten runt Nechako Canyon är nära nog obefolkad, med mindre än två invånare per kvadratkilometer.. Det finns inga samhällen i närheten. 
I omgivningarna runt Nechako Canyon växer i huvudsak barrskog.